# Lista siturilor arheologice din județul Teleorman
Lista siturilor arheologice din județul Teleorman conține toate siturile arheologice din județul Teleorman înscrise în Repertoriul Arheologic Național (RAN). RAN este administrat de Ministerul Culturii și Patrimoniului Național și cuprinde date științifice, cartografice, topografice, imagini și planuri, precum și orice alte informații privitoare la zonele cu potențial arheologic, studiate sau nu, încă existente sau dispărute.
Datorită numărului mare de situri, această listă a fost împărțită după localitatea în care se află situl. Dacă știți localitatea (satul sau orașul) în care se află situl, alegeți localitatea din lista din această pagină. Dacă nu știți localitatea, puteți căuta un sit din județ folosind formularul de mai jos.
| A ↑ A B C D E F G H I Î J K L M N O P Q R S Ș T Ț U V W X Y Z ↓ | A ↑ A B C D E F G H I Î J K L M N O P Q R S Ș T Ț U V W X Y Z ↓ | A ↑ A B C D E F G H I Î J K L M N O P Q R S Ș T Ț U V W X Y Z ↓ | A ↑ A B C D E F G H I Î J K L M N O P Q R S Ș T Ț U V W X Y Z ↓ | A ↑ A B C D E F G H I Î J K L M N O P Q R S Ș T Ț U V W X Y Z ↓ | A ↑ A B C D E F G H I Î J K L M N O P Q R S Ș T Ț U V W X Y Z ↓ | A ↑ A B C D E F G H I Î J K L M N O P Q R S Ș T Ț U V W X Y Z ↓ | A ↑ A B C D E F G H I Î J K L M N O P Q R S Ș T Ț U V W X Y Z ↓ | A ↑ A B C D E F G H I Î J K L M N O P Q R S Ș T Ț U V W X Y Z ↓ | A ↑ A B C D E F G H I Î J K L M N O P Q R S Ș T Ț U V W X Y Z ↓ |
| --------------------------------------------------------------- | --------------------------------------------------------------- | --------------------------------------------------------------- | --------------------------------------------------------------- | --------------------------------------------------------------- | --------------------------------------------------------------- | --------------------------------------------------------------- | --------------------------------------------------------------- | --------------------------------------------------------------- | --------------------------------------------------------------- |
| Albeni                                                          | Albești                                                         | Alexandria                                                      | Antonești                                                       |                                                                 |                                                                 |                                                                 |                                                                 |                                                                 |                                                                 |
| B ↑ A B C D E F G H I Î J K L M N O P Q R S Ș T Ț U V W X Y Z ↓ |                                                                 |                                                                 |                                                                 |                                                                 |                                                                 |                                                                 |                                                                 |                                                                 |                                                                 |
| Balaci                                                          | Băneasa                                                         | Beciu                                                           | Beuca                                                           | Blejești                                                        |                                                                 |                                                                 |                                                                 |                                                                 |                                                                 |
| Bragadiru                                                       | Brebina                                                         | Burdeni                                                         |                                                                 |                                                                 |                                                                 |                                                                 |                                                                 |                                                                 |                                                                 |
| C ↑ A B C D E F G H I Î J K L M N O P Q R S Ș T Ț U V W X Y Z ↓ |                                                                 |                                                                 |                                                                 |                                                                 |                                                                 |                                                                 |                                                                 |                                                                 |                                                                 |
| Călinești                                                       | Cernetu                                                         | Ciolăneștii din Deal                                            | Ciuperceni                                                      | Copăceanca                                                      |                                                                 |                                                                 |                                                                 |                                                                 |                                                                 |
| Coșoteni                                                        |                                                                 |                                                                 |                                                                 |                                                                 |                                                                 |                                                                 |                                                                 |                                                                 |                                                                 |
| D ↑ A B C D E F G H I Î J K L M N O P Q R S Ș T Ț U V W X Y Z ↓ |                                                                 |                                                                 |                                                                 |                                                                 |                                                                 |                                                                 |                                                                 |                                                                 |                                                                 |
| Dobrotești                                                      | Drăcșani                                                        | Drăcșenei                                                       | Drăgănești de Vede                                              | Dudu                                                            |                                                                 |                                                                 |                                                                 |                                                                 |                                                                 |
| Dulceanca                                                       |                                                                 |                                                                 |                                                                 |                                                                 |                                                                 |                                                                 |                                                                 |                                                                 |                                                                 |
| F ↑ A B C D E F G H I Î J K L M N O P Q R S Ș T Ț U V W X Y Z ↓ |                                                                 |                                                                 |                                                                 |                                                                 |                                                                 |                                                                 |                                                                 |                                                                 |                                                                 |
| Fântânele                                                       | Frumoasa                                                        |                                                                 |                                                                 |                                                                 |                                                                 |                                                                 |                                                                 |                                                                 |                                                                 |
| G ↑ A B C D E F G H I Î J K L M N O P Q R S Ș T Ț U V W X Y Z ↓ |                                                                 |                                                                 |                                                                 |                                                                 |                                                                 |                                                                 |                                                                 |                                                                 |                                                                 |
| Gărăgău                                                         | Gresia                                                          |                                                                 |                                                                 |                                                                 |                                                                 |                                                                 |                                                                 |                                                                 |                                                                 |
| I ↑ A B C D E F G H I Î J K L M N O P Q R S Ș T Ț U V W X Y Z ↓ |                                                                 |                                                                 |                                                                 |                                                                 |                                                                 |                                                                 |                                                                 |                                                                 |                                                                 |
| Islaz                                                           |                                                                 |                                                                 |                                                                 |                                                                 |                                                                 |                                                                 |                                                                 |                                                                 |                                                                 |
| L ↑ A B C D E F G H I Î J K L M N O P Q R S Ș T Ț U V W X Y Z ↓ |                                                                 |                                                                 |                                                                 |                                                                 |                                                                 |                                                                 |                                                                 |                                                                 |                                                                 |
| Lăceni                                                          | Licuriciu                                                       | Lisa                                                            |                                                                 |                                                                 |                                                                 |                                                                 |                                                                 |                                                                 |                                                                 |
| M ↑ A B C D E F G H I Î J K L M N O P Q R S Ș T Ț U V W X Y Z ↓ |                                                                 |                                                                 |                                                                 |                                                                 |                                                                 |                                                                 |                                                                 |                                                                 |                                                                 |
| Mavrodin                                                        | Măgura                                                          | Măgura cu Liliac                                                | Merișani                                                        |                                                                 |                                                                 |                                                                 |                                                                 |                                                                 |                                                                 |
| N ↑ A B C D E F G H I Î J K L M N O P Q R S Ș T Ț U V W X Y Z ↓ |                                                                 |                                                                 |                                                                 |                                                                 |                                                                 |                                                                 |                                                                 |                                                                 |                                                                 |
| Nanov                                                           | Necșești                                                        | Negreni                                                         | Nenciulești                                                     |                                                                 |                                                                 |                                                                 |                                                                 |                                                                 |                                                                 |
| O ↑ A B C D E F G H I Î J K L M N O P Q R S Ș T Ț U V W X Y Z ↓ |                                                                 |                                                                 |                                                                 |                                                                 |                                                                 |                                                                 |                                                                 |                                                                 |                                                                 |
| Odobeasca                                                       | Orbeasca de Sus                                                 |                                                                 |                                                                 |                                                                 |                                                                 |                                                                 |                                                                 |                                                                 |                                                                 |
| P ↑ A B C D E F G H I Î J K L M N O P Q R S Ș T Ț U V W X Y Z ↓ |                                                                 |                                                                 |                                                                 |                                                                 |                                                                 |                                                                 |                                                                 |                                                                 |                                                                 |
| Pietroșani                                                      | Pleașov                                                         | Plopi                                                           | Plosca                                                          | Poiana                                                          |                                                                 |                                                                 |                                                                 |                                                                 |                                                                 |
| Puranii de Sus                                                  | Putineiu                                                        |                                                                 |                                                                 |                                                                 |                                                                 |                                                                 |                                                                 |                                                                 |                                                                 |
| R ↑ A B C D E F G H I Î J K L M N O P Q R S Ș T Ț U V W X Y Z ↓ |                                                                 |                                                                 |                                                                 |                                                                 |                                                                 |                                                                 |                                                                 |                                                                 |                                                                 |
| Roșiori de Vede                                                 |                                                                 |                                                                 |                                                                 |                                                                 |                                                                 |                                                                 |                                                                 |                                                                 |                                                                 |
| S ↑ A B C D E F G H I Î J K L M N O P Q R S Ș T Ț U V W X Y Z ↓ |                                                                 |                                                                 |                                                                 |                                                                 |                                                                 |                                                                 |                                                                 |                                                                 |                                                                 |
| Salcia                                                          | Sericu                                                          | Siliștea                                                        | Slăvești                                                        |                                                                 |                                                                 |                                                                 |                                                                 |                                                                 |                                                                 |
| T ↑ A B C D E F G H I Î J K L M N O P Q R S Ș T Ț U V W X Y Z ↓ |                                                                 |                                                                 |                                                                 |                                                                 |                                                                 |                                                                 |                                                                 |                                                                 |                                                                 |
| Tătărăștii de Sus                                               | Tecuci                                                          | Trivalea-Moșteni                                                | Turnu Măgurele                                                  |                                                                 |                                                                 |                                                                 |                                                                 |                                                                 |                                                                 |
| Ț ↑ A B C D E F G H I Î J K L M N O P Q R S Ș T Ț U V W X Y Z ↓ |                                                                 |                                                                 |                                                                 |                                                                 |                                                                 |                                                                 |                                                                 |                                                                 |                                                                 |
| Țigănești                                                       |                                                                 |                                                                 |                                                                 |                                                                 |                                                                 |                                                                 |                                                                 |                                                                 |                                                                 |
| V ↑ A B C D E F G H I Î J K L M N O P Q R S Ș T Ț U V W X Y Z ↓ |                                                                 |                                                                 |                                                                 |                                                                 |                                                                 |                                                                 |                                                                 |                                                                 |                                                                 |
| Videle                                                          | Vitănești                                                       |                                                                 |                                                                 |                                                                 |                                                                 |                                                                 |                                                                 |                                                                 |                                                                 |
| Z ↑ A B C D E F G H I Î J K L M N O P Q R S Ș T Ț U V W X Y Z ↓ |                                                                 |                                                                 |                                                                 |                                                                 |                                                                 |                                                                 |                                                                 |                                                                 |                                                                 |
| Zâmbreasca                                                      | Zimnicea                                                        | Zlata                                                           |                                                                 |                                                                 |                                                                 |                                                                 |                                                                 |                                                                 |                                                                 |